# Konnex Records
Konnex Records is een Duits platenlabel, dat zich gespecialiseerd heeft in jazz. Het werd in 1984 in Berlijn opgericht door Manfred Schieck (overleden in 2016).

## Geschiedenis
Schieck richtte zich op het uitbrengen van hedendaagse jazz en nam in het begin muziek van Britse musici als John Stevens, Trevor Watts, Keith Tippett, Ken Hyder en Allan Holdsworth op, wier werk halverwege de jaren 70 maar weinig werd opgenomen. Daarnaast nam hij werk op van Zbigniew Namysłowski, Toto Blanke en Klaus Lenz. De muziek kwam uit op zijn label Vinyl, maar Schleck was gedwongen die naam te veranderen en het label ging View heten.
In 1984 richtte Schieck als tweede label Konnex Records op, dat zijn paraplu-label werd. Hij nam niet alleen muziek van gevestigde namen als Charlie Mariano, Sonny Fortune, Peter Brötzmann, Anthony Braxton, Tony Oxley, Theo Jörgensmann, Ingrid Sertso, Christoph Spendel, Cecil Taylor en Ali Haurand op. Ook ging hij zich richten op nieuw talent, bijvoorbeeld Holger Mantey, Achim Kaufmann, Henriette Müller, Felix Wahnschaffe, Kim Efert, Pascal Niggenkemper en Carl Ludwig Hübsch. Het label kwam tevens met muziek uit het grensgebied van de geïmproviseerde muziek, van musici als Jon Rose, John Blum en Antonis Anissegos.
Konnex Records gebruikte naast View ook andere labels, voor muziek uit andere genres. Op Dossier kwam techno en Industrial uit, Atonal was er voor de avant-garde-muziek (bijvoorbeeld werk van Art Zoyd en de pianist David Tudor).

## Referentie
- Jürgen Wölfer Jazz in Deutschland – Das Lexikon. Alle Musiker und Plattenfirmen von 1920 bis heute. Hannibal Verlag: Höfen 2008, ISBN 978-3-85445-274-4